# Novigrad (Zadar)
Novigrad (italienisch Novegradi) ist ein Hafenort in der Gespanschaft Zadar in der kroatischen Region Dalmatien.

## Lage
Der Ort liegt am Südufer des Novigrader Meer.

## Geschichte
Erste urkundliche Erwähnung im 13. Jahrhundert. Oberhalb des Ortes stehen die Überreste einer Festung aus dieser Zeit. Zwischen 1386 und 1387 wurde hier die Witwe des Königs Ludwig I. von Anjou, Elizabeta und deren Tochter Maria, Gemahlin von König Sigismund festgehalten.
Die Pfarrkirche ist dem heiligen Martin gewidmet, eine Hallenkirche mit freistehendem Glockenturm am Rand der Altstadt gelegen. Die Ortschaft wurde während des Kroatien-Krieges stark in Mitleidenschaft gezogen.

## Bevölkerung
Die Gemeinde Novigrad hat laut der Volkszählung 2011 2375 Einwohner. Der Hauptort hat 534 Einwohner.

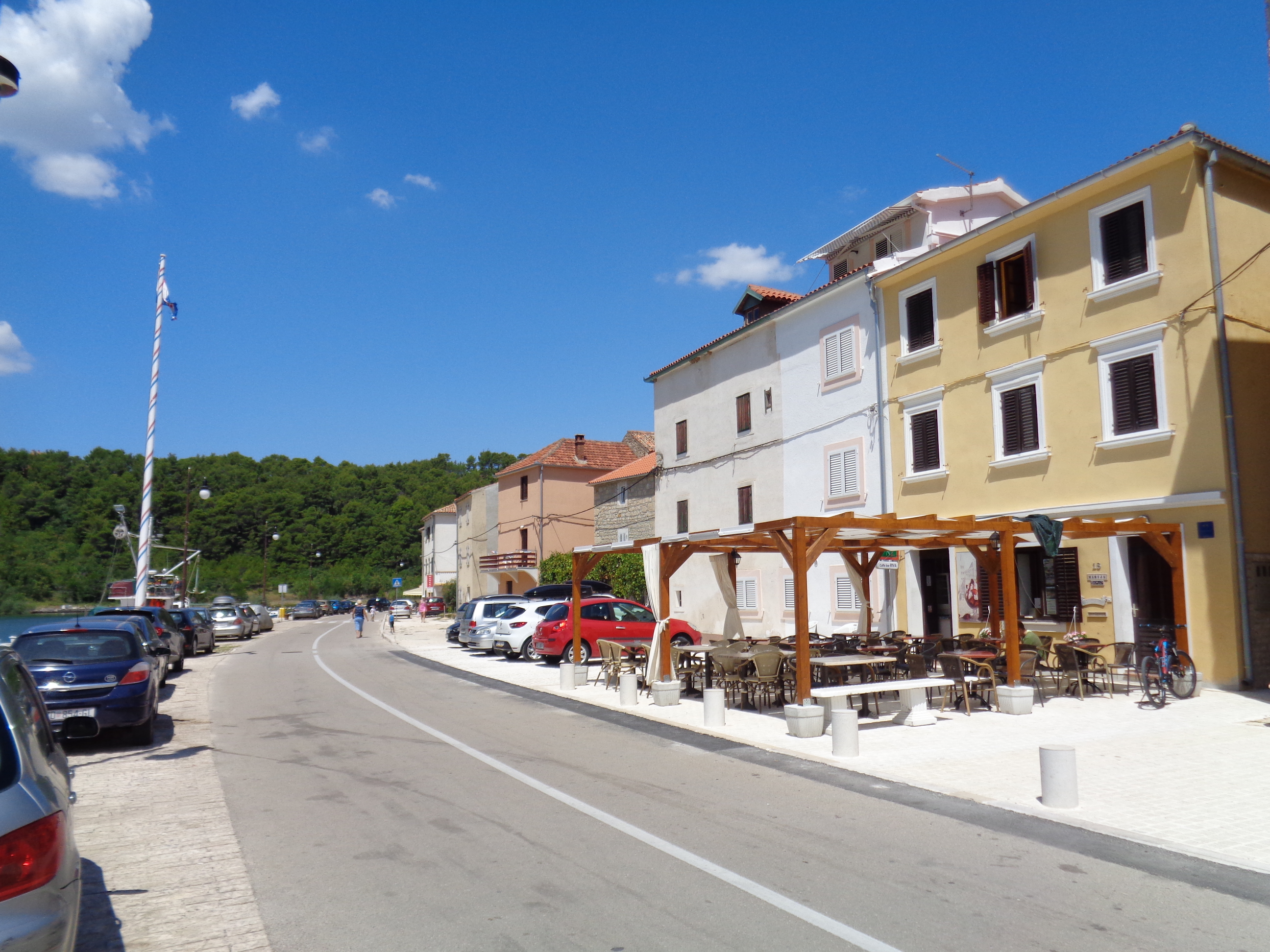
Hauptstraße in Novigrad